# Philippe Canaye
Philippe Canaye, celým jménem Philippe de La Canaye, sieur de Fresnes (pán z Fresnes) (1551 Paříž – 25. února 1610 Paříž), byl francouzský právník a diplomat.

## Životopis
Narodil se v tolerantní rodině právníků, která mu nechala volbu vyznání, a tak volil kalvinismus. Od 15 let cestoval, nejprve do Německa, pak do Itálie a Cařihradu. Po návratu se rozhodl pokračovat v otcově povolání, koupil si funkci stavovského rady, což bylo vysoké úřednické místo.
Král Jindřich IV. ho poslal jako svého vyslance do Anglie (1586), Švýcarska (1588) a Německa. V roce 1595 byl jmenován předsedou protestantské části regionálního parlamentu v Castres. Tuto funkci vykonával s rozvahou, aniž by komukoli stranil. V roce 1600 byl jmenován rozhodcem na jednáních ve Fontainebleau mezi katolíky, zastupovanými kardinálem Du Perronem, a protestanty, zastoupenými Philippem Mornay Du Plessis. Postupně se od svého vyznání vzdaloval, až nakonec v roce 1601 přestoupil ke katolicismu. Následujícího roku byl vyslán do Benátek, aby ukončil spory této republiky s papežem Pavlem V., což mu přineslo věhlas.
Během svého života napsal několik děl.

## Dílo
- 1573 Le Voyage du Levant : de Venise à Constantinople, l’émerveillement d’un jeune humaniste (cestopis z cesty do Levanty)[p 1]
- 1589 L’Organe, c’est-à-dire l’instrument du discours, divisé en deux parties, sçavoir est, l’analytique, pour discourir véritablement, et la dialectique, pour discourir probablement. Le tout puisé de l'Organe d'Aristote (překlad a analýza Aristotelova Organonu)
- 1598 Remonstrances et discours faicts et prononcez en la Cour et Chambre de l'édict establie à Castres d'Albigeois, pour le ressort de la Cour de Parlement de Tholose, par messire Philippe Canaye, seigneur de Fresnes,... et président en laditte Cour (projevy v parlamentu v Castres)
- 1636 Lettres et ambassade de messire Philippe Canaye, seigneur de Fresne,... avec un sommaire de sa vie, et un récit particulier du procès criminel fait au maréchal de Biron (výňatky z dopisů z vyslanectví)

## Zajímavosti
Jeho cestopis je citován v zemích, kterými projížděl, a to v různých podobách jména autora: bulharsky Филип дьо Френ-Кане, makedonsky Филип Дифрен-Кане a turecky Filip Difren.